# تمرد كالندر جلبي
كان تمرد كالندر جلبي تمردًا وقع عام 1527م في البستان في شرق الأناضول (تركيا الحالية). قاد هذا التمرد كالندر جلبي ضد الحكم العثماني للسلطان سليمان القانوني، الذي كان يوسع نفوذه في المنطقة. ومع أن كالندر جلبي حصل على الدعم الأولي من زعماء القبائل المحلية إلا أن السلطان سليمان هزمه. وفي النهاية، هزمت الدولة العثمانية المتمردين وقتلت جلبي.

## البدايات
باعتباره شاهً، كان كالندر جلبي علويًا (نصيرياً) أناضوليًا في منطقة مرعش بتركيا. كان أيضًا شيخًا من الطريقة البكتاشية. زُعم أنه كان من نسل حاج بكتاش ولي. كما أنه حصل على دعم الصفويين، والقبائل التركمانية التي تأثرت بالدعاية الصفوية وكانوا غير راضين عن التدهور الاقتصادي والإصلاحات الجديدة التي دعمها كالندر جلبي.
بدأ التمرد بمعركة موهاج بدعم من القبائل التركمانية، وجيجيكلي، وأكشا كويونلو، وماسادلي، وبوزوكلوا، والمجموعات المنشقة التي بقيت بعد تمرد بابا زونون. وبدعم من الحكام السنة لإمارة "ذو القدر"، نمت المقاومة في جنوب شرق الأناضول ووسط الأناضول بمساعدة السباهية (سلاح الفرسان العثماني). وبحسب مصادر مختلفة، تجمع حوالي 30 ألف رجل حول كالندر جلبي. وصلت أخبار التمرد إلى سليمان القانوني في بتروفارادين عندما كان عائدًا من معركة موهاج.
تم إرسال أمراء الأناضول، بما في ذلك بهرام باشا ومحمود باشا، لسحق التمرد. وقبل وصولهم، كان كالندر جلبي قد هزم بالفعل ياكوب باشا في سيفاس. وفي ديار بكر، اضطر كالندر جلبي إلى التراجع لكنه هَزم لاحقًا بهرام باشا في كاراتشاير. لقد انضم أمراء إضافيون من حلب وقرمان إلى بهرام باشا، وفي 8 يونيو 1527م، خسروا أمام جلبي في توكات سينسيفي. خلال هذه المعركة، فقد أمراء قرمان وعلاء وأماسيا وبيرسيك حياتهم.

## الهزيمة
بعد نمو التمرد، عين السلطان سليمان الصدر الأعظم إبراهيم باشا الفرنجي لسحق العصيان مع 3000 إنكشاري و2000 فارس سباهي. عندما أدرك جلبي أنه لا يستطيع الانتصار، فكر في الهروب إلى إيران لكنه اختار بغداد في النهاية.
أعطى إبراهيم العديد من القبائل التركمانية حقوقها وأراضيها، مما دفع بعض القبائل التركمانية إلى تغيير مواقفها والانضمام إليه. لم يبق مع جلبي سوى 3000 إلى 4000 رجل. ومع علمه بذلك، شن إبراهيم هجومًا. تؤكد المصادر العثمانية أنه مات في معركة، لكن تقليدًا بكتاشيًا ينص على أنه قُتل بجانب شجرة توت أمام قبر جده باهم سلطان.

## العواقب
كان تمرد كالندر جلبي أحد أكبر التمردات التي تحركها دوافع من العلويين النصيرية. انتهى التمرد بموت قادته. 